# Anosia kerri
Anosia kerri är en fjärilsart som beskrevs av Comstock 1925. Anosia kerri ingår i släktet Anosia och familjen praktfjärilar. Inga underarter finns listade i Catalogue of Life.